# Single Drunk Female
Single Drunk Female (Vaya tela, Sam en España) es una serie de televisión estadounidense de comedia creada por Simone Finch, se estrenó en Freeform el 20 de enero de 2022. En abril de 2022, la serie fue renovada para una segunda temporada, que se estrenó en Freeform el 12 de abril de 2023, y todos los episodios de la segunda temporada se estrenaron en Hulu el 13 de abril. En junio de 2023, la serie fue cancelada tras dos temporadas.

## Sinopsis
Después de una explosión pública en una empresa de medios de comunicación de Nueva York, Samantha Fink, una veinteañera alcohólica, se ve obligada a aprovechar la única oportunidad que tiene para estar sobria y evitar la cárcel: volver a casa con su autoritaria madre, Carol. De vuelta en el Gran Boston, Samantha reinicia su vida, trabajando en la tienda de comestibles local mientras está rodeada de todos los desencadenantes que la hicieron beber en primer lugar. Enfrentada a los restos de su antigua vida, incluidos los enfrentamientos con su antigua y perfecta mejor amiga, que ahora sale con su ex, Samantha emprende un camino para dejar atrás su peor yo y descubrir su mejor yo. Más o menos.

## Elenco y personajes

### Principales
- Sofia Black-D'Elia como Samantha Fink: una mujer alcohólica de 28 años que se ve obligada a volver a casa tras tocar fondo.
- Rebecca Henderson como Olivia: la patrocinadora lesbiana de Samantha en Alcohólicos Anónimos.
- Sasha Compère como Brit:[5] la exmejor amiga de Sam.
- Lily Mae Harrington como Felicia: la compañera de copas de Samantha.
- Garrick Bernard como James: un compañero de Alcohólicos Anónimos.
- Ally Sheedy como Carol: la madre de Samantha.
- Ian Gomez como Bob (temporada 2; recurrente season 1): el novio de Carol.

### Recurrentes
- Jon Glaser como Nathaniel: el exjefe de Samantha.
- Madison Shepard como Gail Williams: la oficial de libertad condicional de Samantha.
- Jojo Brown como Melinda «Mindy» Moy: la jefa de Samantha en la tienda de comestibles de Giovanni.
- Charlie Hall como Joel: el exnovio de Samantha y el prometido de Brit.
- Madeline Wise como Stephanie: la esposa de Olivia.
- Tom Simmons como Ronnie
- Mitchell Hurwitz como David
- Ben Thompson como Peter
- Ricky Velez como Alex (temporada 2): el nuevo interés amoroso de Samantha.

## Episodios

### Temporadas
| Temporada | Temporada | Episodios | Episodios | Emisión original    | Emisión original    |
| Temporada | Temporada | Episodios | Episodios | Primera emisión     | Última emisión      |
| --------- | --------- | --------- | --------- | ------------------- | ------------------- |
|           | 1         | 10        | 10        | 20 de enero de 2022 | 17 de marzo de 2022 |
|           | 2         | 10        | 10        | 12 de abril de 2022 | 10 de mayo de 2023  |

### Primera temporada (2022)
| N.º en serie | N.º en temp. | Título                      | Dirigido por                | Escrito por    | Fecha de emisión original | Código de prod. | Audiencia (millones) |
| ------------ | ------------ | --------------------------- | --------------------------- | -------------- | ------------------------- | --------------- | -------------------- |
| 1            | 1            | «Pilot»                     | Leslye Headland             | Simone Finch   | 20 de enero de 2022       | IGCG79          | 0.194                |
| 2            | 2            | «One Day at a Time»         | Phil Traill                 | Simone Finch   | 20 de enero de 2022       | IGCG02          | 0.162                |
| 3            | 3            | «I'm Sorry, But...»         | Katrelle N. Kindred         | Jessica Watson | 27 de enero de 2022       | IGCG03          | 0.121                |
| 4            | 4            | «Shamrocks and Shenanigans» | Travon Free                 | Chloe Keenan   | 3 de febrero de 2022      | IGCG04          | 0.107                |
| 5            | 5            | «Sober for the D and V»     | John Riggi                  | Lauren Bans    | 10 de febrero de 2022     | IGCG05          | 0.091                |
| 6            | 6            | «Look Me Up Sometime»       | Kimmy Gatewood              | Aminatou Sow   | 17 de febrero de 2022     | IGCG06          | 0.091                |
| 7            | 7            | «New York»                  | Keith Powell                | Daisy Gardner  | 24 de febrero de 2022     | IGCG07          | 0.072                |
| 8            | 8            | «James»                     | Leslye Headland Adam Silver | Jenni Konner   | 3 de marzo de 2022        | IGCG08          | 0.090                |
| 9            | 9            | «Higher Parent»             | Travon Free                 | Simone Finch   | 10 de marzo de 2022       | IGCG09          | 0.051                |
| 10           | 10           | «A Wedding»                 | Mary Wigmore                | Jay Dyer       | 17 de marzo de 2022       | IGCG10          | 0.089                |

### Segunda temporada (2023)
| N.º en serie | N.º en temp. | Título                    | Dirigido por                   | Escrito por                            | Fecha de emisión original | Código de prod. | Audiencia (millones) |
| ------------ | ------------ | ------------------------- | ------------------------------ | -------------------------------------- | ------------------------- | --------------- | -------------------- |
| 11           | 1            | «Promotion»               | Phil Traill                    | Simone Finch                           | 12 de abril de 2023       | 2GCG01          | 0.151                |
| 12           | 2            | «Grant Me Serenity»       | Heather Jack                   | Jessica Watson                         | 12 de abril de 2023       | 2GCG02          | 0.121                |
| 13           | 3            | «Normie»                  | Phil Traill                    | Chloe Keenan                           | 19 de abril de 2023       | 2GCG03          | 0.090                |
| 14           | 4            | «4th Step»                | Mary Wigmore                   | Simone Finch                           | 19 de abril de 2023       | 2GCG04          | 0.057                |
| 15           | 5            | «Defining Relationships»  | Ahmed Ibrahim                  | Ama Quao                               | 26 de abril de 2023       | 2GCG05          | 0.074                |
| 16           | 6            | «Keeping it Professional» | Travon Free Martin Desmond Roe | Mithra B. Alavi y Heather Gromley      | 26 de abril de 2023       | 2GCG06          | 0.052                |
| 17           | 7            | «Shiva»                   | John Riggi                     | John Riggi                             | 3 de mayo de 2023         | 2GCG07          | 0.082                |
| 18           | 8            | «Darby»                   | Tyne Rafaeli                   | Daisy Gardner                          | 3 de mayo de 2023         | 2GCG08          | —                    |
| 19           | 9            | «Coming Clean»            | Kimmy Gatewood                 | Jessica Larson y Ekaterina Vladimirova | 10 de mayo de 2023        | 2GCG09          | 0.081                |
| 20           | 10           | «Group of Drunks»         | John Riggi                     | Richard Brandon Manus                  | 10 de mayo de 2023        | 2GCG10          | 0.070                |

## Producción

### Desarrollo
El 25 de septiembre de 2019, se anunció que Freeform ordenó la producción del piloto para una serie bajo el título Single Drunk Female. El 26 de febrero de 2021, Freeform ordenó la producción de la serie para una temporada con 10 episodios. La serie está creada por Simone Finch, que también se desempeña como productora ejecutiva junto a Leslye Headland, Jenni Konner y Phil Traill. Headland también dirigió el piloto, mientras que Finch lo escribió. 20th Television participa en la producción de la serie. La serie se estrenó el 20 de enero de 2022. El 26 de abril de 2022, Freeform renovó la serie para una segunda temporada. El 30 de junio de 2023, Freeform canceló la serie tras dos temporadas.

### Casting
Tras el anuncio de la producción del piloto, Sofia Black-D'Elia y Ally Sheedy se unieron al elenco principal. Tras el anuncio de la producción de la serie, Rebecca Henderson, Sasha Compère, Lily Mae Harrington y Garrick Bernard se unieron al elenco principal. En enero de 2022, Jojo Brown, Charlie Hall, Madison Shepard, Ian Gómez, Madeline Wise y Jon Glaser se unieron al elenco recurrente de la serie. El 11 de enero de 2023, se anunció que Busy Philipps y Ricky Velez se habían unido al reparto en papeles recurrentes en la segunda temporada, y que Charlie Hall regresaría como Joel, el exnovio de Sam.

## Lanzamiento
La serie se estrenó el 20 de enero de 2022, emitiéndose los dos primeros episodios y el resto semanalmente en Freeform. En territorios internacionales selectos, la serie se estrenará a través de Star en Disney+, en Star+ en Latinoamérica, y en Disney+ Hotstar en la India y el sudeste asiático. La segunda temporada se estrenó en Freeform el 12 de abril de 2023, y los diez episodios de la temporada se estrenaron en Hulu el 13 de abril.

## Recepción

### Respuesta crítica
En el agregador de reseñas Rotten Tomatoes la serie tiene un índice de aprobación del 100%, basándose en 18 reseñas, con una calificación media de 7,5/10. El consenso de la crítica dice: «La crónica clara de Single Drunk Female sobre los desafíos de la sobriedad es una alegría, gracias en parte a una sátira punzante y a la animada actuación de Sofia Black-D'Elia». En el sitio web Metacritic, tiene una puntuación media ponderada de 76 sobre 100 basada en 10 reseñas, lo que indica «reseñas generalmente favorables».